# Марјан (Сплит)
Марјан је брдо, полуострво и парк шума смештен на западном делу сплитског полуострва, а и сам чини једно мањи полуострво. Источно у подножју брда Марјан, налази се град Сплит. 
Само брдо је високо 178 метара, а највиши врх му се зове Телегрин. Име Телегрин је добио по томе што је на њему у Наполеоново доба била стара телеграфска станица. Марјан је недељив од Сплита и сплитског полуоострва а пружа се од Мармонтове улице према западу. Дужина му је око 3,5 km², а највећа ширина 1,5 km². Северна му је страна грађена од кречњака, а јужна од флиша у којем је настало плодно тло. С јужне стране на Марјану је полуострво Сустипан, који затвара заједно с Марјаном градску луку. Сам Марјан је смештен тако да чини природни валобран Каштеланском заливу. Површина Марјана је око 340 ha, од чега је половина покривена боровом шумом.
Марјан је 1964. године проглашен парк-шумом и тиме заштићен Законом о заштити природе Републике Хрватске.

## Име
Име Марјана се први пут помиње у првој половини осмог века Марианум, а током времена име се мењало, тако да се помиње и као : Марулианус, Мергнанус, Мурнанус, Марнанус, Мурнано, Марнано, Мергнано, Мерњан, Марглиан, Миргнан, Мегнан.
Још је једно име забележено, које нема никакве везе с горњим именима. То је Mons Kyrie eleison, а оно је дошло од црквених процесија и благослова поља, која су се обављала на њему.
Данашњи назив је настао у 19. веку изменом старијег облика Мерјан  који је данас још очуван код старијих Сплићана, а потиче од још старијег Мрјан. Њему је одговарао облик Мрљан, кориштен код Качића, а и у ближем залеђу.

## Историја
Подручје Марјана је повезано са Сплитом и никако се не може одвојено посматрати. Први и најстарији трагови људског живота нађени су на брежуљку Бамбина главица, на јужној падини брда и датирају још у праисторије. Римљани су оставили знатне трагове о Марјану, као што су имена Marulianus, Marnanus и Mons Kyrielson. Римска присутност на Марјану датира и пре градње Диоклецијанове палате, када је на рту Марјана био храм Дијана, богиње лова. У то доба постојао је и пут од насеља Спалатум до храма, што сведочи о значају Марјана. Марјан је у тада био шумовит, а претпоставља се да је био обрастао белогорицом, тачније храстовом шумом.
Записи из средњег века такође спомињу Марјан, нарочито у статуту града Сплита где се забрањује сеча дрва на Марјану.
Од старог века на њему су се налазила бројна пустињачка боравишта на месту којих су касније изграђене црквице - најпознатија је Св. Јере. Некад камена голет која је служила као пашњак, крајем 19. и почетком 20. века је пошумљен, махом боровом шумом.

## Цркве на Марјану
На подручју Марјана постоји знатан број црквица, а неке су врло старе и вредни су археолошки споменици. На јужној страни Марјана налази се црква Госпе од Седам жалости, која је изграђена у 15. веку. На пунти Марјана, како се локално назива крајњи рт, друга је црквица, Св. Јурја, датирана у 9. век. Нешто западније и више, под окомитим литицама смештена је црквица Св. Јере, грађена у другој половини 15. века, а у њој се налази рељеф Св. Јеронима којег је направио кипар Андрија Алеши. У близини црквице налази се Пустињачка шпиља у којој је наводно живио и Св. Јероним. Такође на јужној страни, само даље према истоку налази се црквица Бетлем, грађена у 14. веку, а касније преграђивана. Врло је лепа и црквица св. Николе, смештена на Видилици.
И на северној страни Марјана постоји црква Госпе од Спинута, за коју се сматра да је изграђена у ранохришћанском добу, али данас има све карактеристике касније преградње која се догодила у доба романике.
Постоје писани докази и о другим црквицама, али су оне током времена порушене, па су се изгубили материјални трагови њиховог постојања.

## Установе на Марјану
На самом Марјану, данас ради неколико важних установа, од којих су неке познате широм света. На пунти Марјана делује Институт за океанографију и рибарство основа давне 1930. године, а на самом брду Природњакчи музеј, у склопу којег ради и зоолошки врт, основан 1924. године и Метеоролошка опсерваторија основана 1926. године. Најмлађи од свих јест МЕДИЛС, Медитерански институт за истраживање живота који делује с јужне стране Марјана, у вили Далмација, тзв. Титовој вили.

## Марјан данас
Марјан је данас парк-шума, а пошумљавање Марјана је почело 1852. године на Јеврејском гробљу. Две године касније започиње организовано пошумљивање од стране општине. Најзаслужнији за то и зачетник целог пошумљавања је био професор Јурај Коломбатовић. Данас је Марјан омиљено излетиште и шеталиште становника Сплита, а током лета и купалиште.
Шетња Марјаном или трчање по Марјану је једна од омиљених забава становника Сплита. Шетња обично започиње на Марјанским вратима уколико се шета равним пределом или на првом видиковцу одакле се може попети према зоолошком врту или према Телегрину.

## Остало
Њему је посвећена и песма „Марјане, Марјане“.
Од занимљивијих објеката, на њему се налазе и сплитски Природњачки музеј и зоолошки врт и ботанички врт.
Подно Марјана су и плаже и увале, омиљена купалишта бројним Сплићанима: Јежинац ("код аша купâ"), Звончац, „на Обојену“, „Кашјуни“, „на пунту од Марјана“, Бене...